# 刘恒之
刘恒之（1920年—2016年9月5日），男，广西苍梧人，中国音乐教育家，曾任西安音乐学院副院长、院长兼党委书记，中国音乐家协会常务理事，陕西省音乐家协会副主席。